# Curtimeticus
Curtimeticus é um gênero de aranhas da família Linyphiidae descrito em 2014 e endêmico da China.